# Bernardino Gagliardi

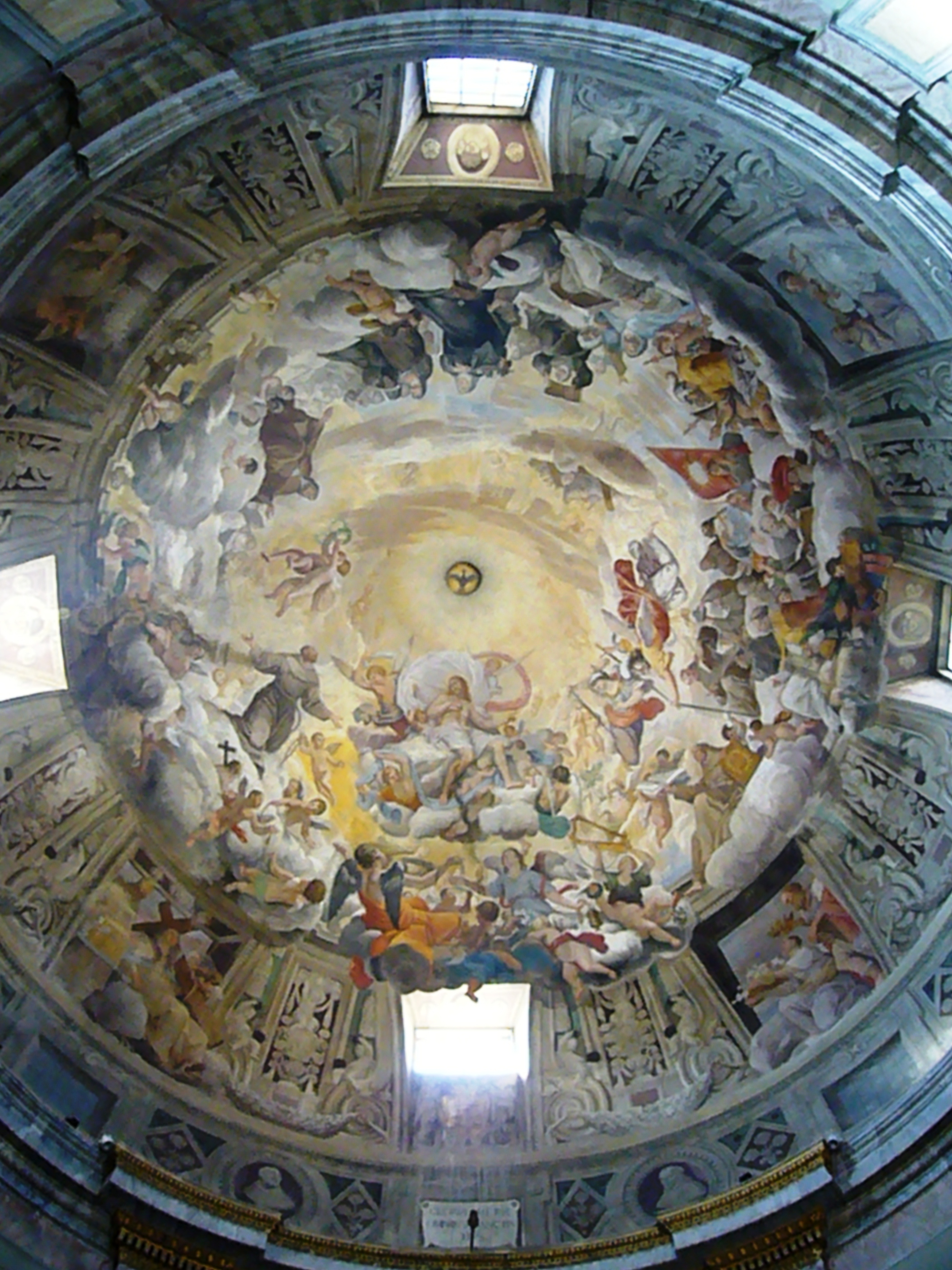
L'affresco della cupola della chiesa di San Bernardino in Panisperna

Bernardino Gagliardi (Città di Castello, 1609 – Perugia, 1660) è stato un pittore italiano.

## Biografia
Si formò inizialmente con il pittore e architetto Rinaldo Rinaldi a Città di Castello. Si trasferì a Roma nel 1636 e continuò la sua formazione nello studio di Avanzino Nucci, suo concittadino. Una certa influenza sulla sua formazione la ebbe la pittura di Guido Reni che ebbe modo di studiare.
A Roma lavorò per la decorazione di diverse chiese. Il Papa Urbano VII lo fece cavaliere dell'Ordine di San Maurizio. Il Gagliardi divenne membro della prestigiosa Accademia di San Luca, di cui fu anche principe per l'anno 1655.
A volte nei documenti è presente col nome di Bernardo Gagliardi. Non sembra avere nessuna parentela con Filippo Gagliardi, altro pittore dell'epoca, con cui viene a volte confuso.
In seguito ritornò a Città di Castello, dove eseguì dei dipinti per il Duomo, per la chiesa di San Giovanni Decollato e per il seminario locale.
Lavorò in varie città dell'Italia centrale, tra Toscana e Umbria. Per la chiesa del Santuario della Madonna del Carmine al Combarbio, vicino ad Arezzo, dipinse una Assunzione, che ispirò Marco Benefial per i suoi affreschi nel presbiterio del Duomo.
Aprì una scuola d'arte a Perugia dove visse nell'ultima fase della sua vita.

## Opere

### A Roma
- Padre Eterno in Gloria e San Sebastiano curato da Irene, affreschi absidali della chiesa di San Sebastiano al Palatino, 1628-1633
- Storie della Passione e decorazioni della volta, cappella del Crocifisso, Chiesa di Santa Maria in Traspontina, 1649
- Pala d'altare con San Pellegrino, Funerale di San Filippo e Miracolo del pane (cappella di San Filippo Beniz) nella chiesa di San Marcello al Corso, 1652
- Gloria di San Bernardino e San Francesco, cupola della chiesa di San Bernardino in Panisperna, 1653
- Pietà, Evangelisti e Maddalena, navata destra della Basilica di San Marco Evangelista al Campidoglio, 1654

### Altre opere
- Affreschi del chiostro di San Francesco a Trevi, Umbria
- Deposizione, Seminario di Città di Castello
- Assunzione, Santuario della Madonna del Carmine al Combarbio, Anghiari